# VGV U75 Plus

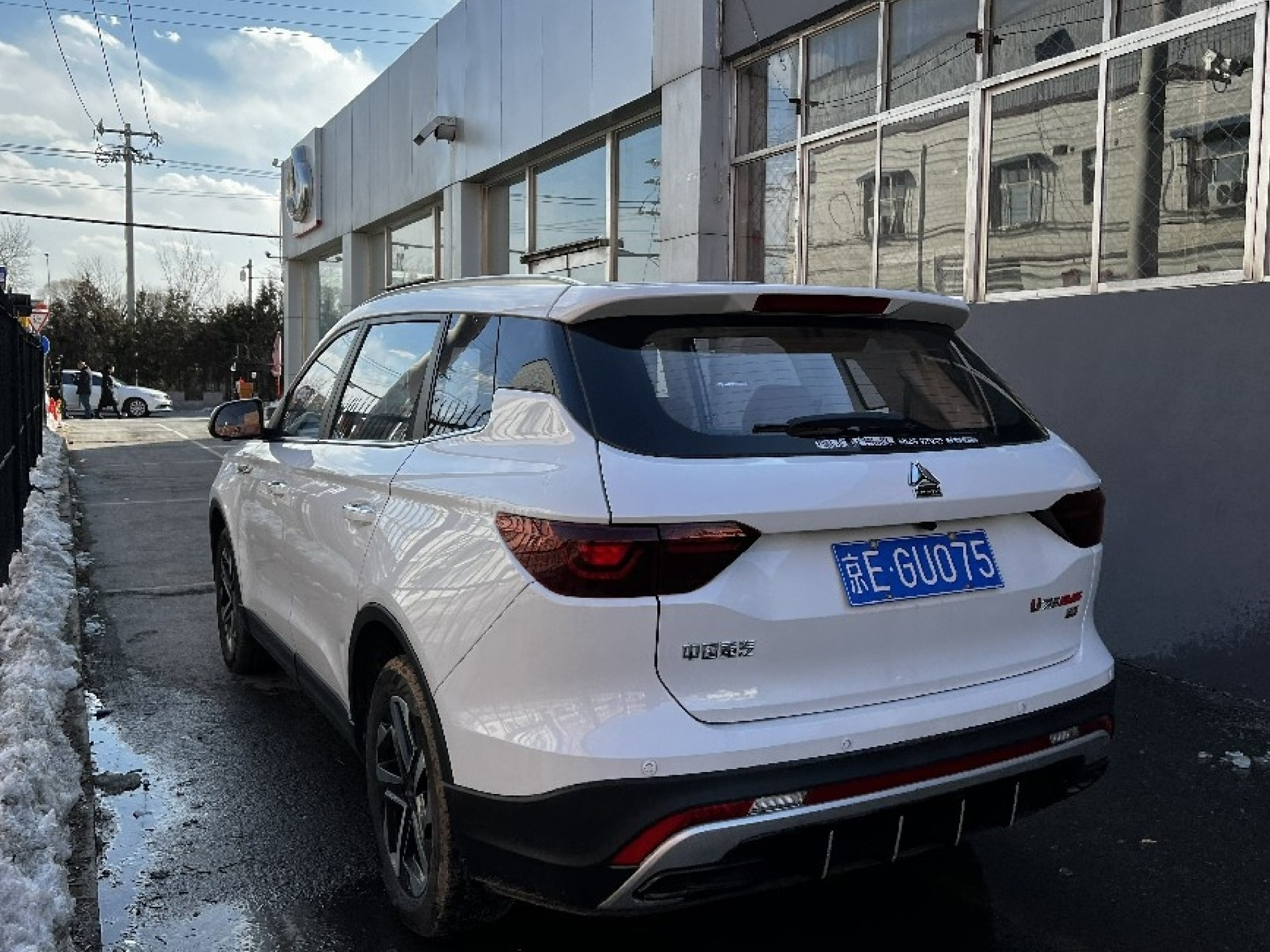
Вид сзади

VGV U75 Plus — SUV, который выпускается суббрендом VGV компании Weichai (Chongqing) Automotive с 2021 года.

## Описание
Автомобиль VGV U75 Plus длиной 4825 мм на базе U70 был представлен 10 июня 2021 года. Всего через несколько дней в Китае был представлен семиместный автомобиль. В конце 2023 года было объявлено о продажах в России. Для российского рынка автомобиль выпускается с мая 2024 года в Белоруссии.

## Технические характеристики
VGV U75 Plus оснащён 2,0-литровым бензиновым двигателем с турбонаддувом мощностью 165 кВт (224 л. с.), который сочетается в паре с восьмиступенчатой автоматической трансмиссией.
|                                   | 2.0TGDI                  |                          |
| Страна                            | Россия                   | Китай                    |
| Годы производства                 | с 05.2024                | с 06.2021                |
| Характеристики двигателя          |                          |                          |
| Тип                               | Бензиновый (R4)          | Бензиновый (R4)          |
| Наддув                            | Турбонаддув              | Турбонаддув              |
| Объём                             | 1967 см³                 | 1967 см³                 |
| Мощность при об/мин−1             | 146 кВт (199 л. с.)/5500 | 165 кВт (224 л. с.)/5500 |
| Крутящий момент при об/мин−1      | 380 Н⋅м/1800—3600        | 385 Н⋅м/1800—3600        |
| Конструкция                       |                          |                          |
| Привод                            | Передний                 | Передний                 |
| Трансмиссия                       | 8-скор. АКПП             | 8-скор. АКПП             |
| Массово-габаритные характеристики |                          |                          |
| Максимальная скорость             | 210 км/ч                 | 210 км/ч                 |
| Разгон до 100 км/ч                | 8,2 сек.                 | 8,2 сек.                 |
| Масса                             | 1680 кг                  | 1680 кг                  |
| Расход топлива (л/100 км)         | 8,9 л                    | 8,3 л                    |
| Объём бака                        | 58 л                     | 58 л                     |